# (1192) Prisma
Pour les articles homonymes, voir Prisma.
(1192) Prisma est un astéroïde de la ceinture principale découvert le 17 mars 1933 par l'astronome allemand Arnold Schwassmann. Sa désignation provisoire était 1931 FE.